# Texara luteinervis
Texara luteinervis är en tvåvingeart som beskrevs av Meijere 1924. Texara luteinervis ingår i släktet Texara och familjen barkflugor. Inga underarter finns listade i Catalogue of Life.